# Józef Tytko
Józef Tytko (ur. 6 marca 1888 w Pszowie, zm. 18 sierpnia 1919 tamże) – działacz społeczny i dowódca batalionu podczas I powstania śląskiego. Ranny na polu walki został jako jeniec poprowadzony do centrum Pszowa i rozstrzelany przez pluton egzekucyjny Grenzschutzu. Pośmiertnie odznaczony Krzyżem Niepodległości.

## Życiorys

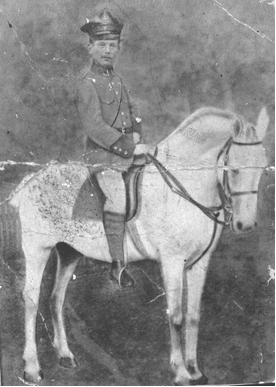
Józef Tytko na białym koniu podczas manifestacji 1-majowej

Urodził się 6 marca 1888 w Pszowie w górniczej rodzinie Jana i Franciszki z domu Jelocha. Po ukończeniu szkoły podstawowej w wieku 14 lat został wysłany do pracy w warsztatach górniczych kopalni "Anna" w Pszowie. W wieku 17 lat rozpoczął pracę  pod ziemią w charakterze wozaka. 23-letni Józef ożenił się z 22-letnią Pauliną Basztoń, córką górnika kultywującego tradycje polskie.
Jeszcze przed wybuchem I Wojny Światowej był zaangażowany w działalność wielu polskich organizacji, między innymi Towarzystwa Czytelni Ludowych, Towarzystwa Śpiewaków Śląskich.
Z wybuchem pierwszej wojny światowej Józef Tytko został zmuszony do walki w pruskiej armii. W czerwcu 1917 na skutek odniesionych ran udało mu się opuścić armię i wrócić na kopalnię w charakterze górnika-rębacza oraz do działalności w polskich organizacjach społecznych. We wrześniu 1918 roku, awansował na nadgórnika.
Przegrana Niemiec doprowadziła do znacznego ożywienia politycznego. Powstały Rady Żołnierskie i Rady Robotnicze. Aby spacyfikować ten ruch zarząd kopalni "Anna" zainspirował powołanie proniemieckiego składu Rady Robotniczej. Odpowiedzią Józefa Tytki było ogłoszenie strajku, obalenie proniemieckiej rady i przeprowadzenie nowych wyborów. Wybrano nową radę, do której weszli działacze ruchu robotniczego z przewodniczącym Józefem Tytko. Rada postawiła sobie za cel poprawę bytu rodzin robotniczych.
Zdecydowane i konsekwentne postępowanie Józefa Tytki w obronie robotników i spraw polskich, a szczególnie jego przemówienie podczas strajku doprowadziły do jego zwolnienia z pracy 21 stycznia 1919 roku. Wywołało to falę strajków górniczych w obronie byłego przewodniczącego mającego na utrzymaniu pięcioosobową rodzinę. Pod naciskiem zarząd kopalni przywrócił Józefa Tytko do pracy, ale w charakterze zwykłego robotnika.
Na początku 1919 roku zorganizował Polską Organizację Wojskową na terenie Pszowa, do której wstąpiła także jego żona. Mieszkanie Tytków stało się miejscem tajnych narad, gromadzenia broni i materiałów wybuchowych. Pod osłoną działalności oświatowej przeprowadzał ćwiczenia wojskowe. Przeglądem sił POW stała się wielka manifestacja 1-majowa 1919 roku. Na czele pochodu zmierzającego z Pszowa do Rybnika jechał na białym koniu Józef Tytko.
Niemcy dostrzegli w Tytce przywódcę i bezskutecznie starali się go pozyskać dla siebie. Oferowali mu wysokie i dobrze płatne stanowisko w kopalni, ale pozostał wierny swoim ideałom.
Śledzący go stale Niemcy w końcu wykryli jego działalność. Jednak dzięki dobrej organizacji i pomocy robotników nie udało się go ująć.
15 sierpnia 1919 roku ponownie zwolniono go z pracy jednak sytuacja stała się tak niebezpieczna, że musiał opuścić swój dom i ukrywał się po stodołach i w lesie.
Z różnych względów wybuch powstania był kilkakrotnie odraczany. W tym czasie Niemcy odradzali swoje siły po przegranej wojnie i za wszelką cenę nie chcieli utracić bogatego Górnego Śląska. Pod naciskiem, 17 sierpnia, Maksymilian Iksal wydał słynny rozkaz pod kryptonimem "Gwiazda" oznaczający termin wybuchu I powstania śląskiego. Tuż przed wybuchem powstania Józef Tytko został mianowany dowódcą batalionu.
18 sierpnia 1919 roku specjalny goniec Paulina Tytko doręczyła rozkaz dowódcy, Józefowi Tytko, który udał się do kopalni "Anna" i zarządził strajk generalny. Następnie zarządził odprawę dowódców kompanii i przedstawił plan działania. Wyznaczył zadania i polecił wydać broń. Część powstańców była uzbrojona w karabiny, a część w kosy. Józef Tytko wydał rozkaz rozpoczęcia walki.
Rozbrojono miejscowy posterunek żandarmerii, zajęto kopalnię, Zarząd Gminy i pocztę. Na gminnym maszcie polecił wywiesić biało-czerwoną chorągiew, aby godnie powitać mające wkroczyć do Pszowa Wojsko Polskie. Powstańcy przejęli dworzec kolejowy i obsadzili drogi wylotowe. Pomyślnie zorganizowali zasadzkę na oddział Grenzchutzu zbliżający się od strony Wodzisławia. Mimo obietnic, Wojsko Polskie nie przyszło z pomocą. Tymczasem nadciągnęły regularne oddziały zmotoryzowane i konne Grenzchutzu od strony Raciborza i Rydułtów.
Siły niemieckie były tak znaczne, że powstańcy zaczęli się wycofywać w kierunku drogi na Zawadę. Wycofujących się powstańców osłaniał Józef Tytko wraz z trzema powstańcami: Józefem Miljonem, Benedyktem Trontem i Janem Włoczkiem, którzy zginęli.
Ranny Józef Tytko został dowleczony do centrum Pszowa, pod jedną z kamienic był bity i kopany, a następnie rozstrzelany przez pluton egzekucyjny Grenzchutzu. Zanim padła komenda "Ognia!" zawołał jeszcze "Niech żyje Polska".